# Лентиго
Лентиго — це нешкідлива (доброякісна) гіперплазія меланоцитів, яка має лінійне поширення. Це означає, що гіперплазія меланоцитів обмежується клітинним шаром безпосередньо над базальною мембраною епідермісу, де зазвичай знаходяться меланоцити. Клінічна картина лентиго контрастує з багатошаровими «гніздами» меланоцитів, що знаходяться в родимках (меланоцитарні невуси). Через цю характерну особливість прикметник «лентигінозний» використовується для опису інших уражень шкіри, які подібним чином лінійно проліферують у базальноклітинному шарі.

## Діагностика
Стани, що характеризуються лентиго, включають:
- Просте лентиго
- Сонячне лентиго (печінкові плями)
- PUVA-лентиго
- Чорнильне плямисте лентиго
- Синдром LEOPARD
- Лентиго слизової оболонки
- Синдром множинних лентиго
- Синдром Мойнахана
- Генералізований лентигіноз
- Центрофаціальний лентигіноз
- Комплекс Карні
- Успадкований візерунчастий лентигіноз у темношкірих людей
- Частковий односторонній лентигіноз
- Синдром Пейтца-Єгерса
- Злоякісне лентиго
- Меланома злоякісного лентиго
- Акральна лентигінозна меланома

### Диференціальна діагностика
Проліферація меланоцитів відрізняє лентиго від ластовиння (ефелісів). Ластовиння має відносно нормальну кількість меланоцитів, але підвищену кількість меланіну. Лентиго характеризується підвищеною кількістю меланоцитів. Кількість та інтенсивність ластовиння збільшується під впливом сонячного світла, тоді як лентиго залишається стабільним у своєму кольорі незалежно від впливу сонячного світла.

## Лікування
Лентиго самі по собі є доброякісними утвореннями, проте з косметичних міркувань може знадобитися видалення або лікування деяких із них. У цьому випадку їх можна видалити хірургічним шляхом або освітлити за допомогою місцевих депігментуючих засобів. Деякі поширені депігментуючі засоби, такі як азелаїнова кислота та койєва кислота, здаються неефективними в цьому випадку, проте інші засоби можуть добре спрацювати (4 % гідрохінон, 5 % цистеамін для місцевого застосування, 10 % аскорбінова кислота для місцевого застосування).